# Starobeszewe
Starobeszewe (ukr. Старобе́шеве) – osiedle typu miejskiego w obwodzie donieckim Ukrainy, administracyjne centrum rejonu starobeszewskiego.
Miejscowość powstała w 1781, do 1896 nosiła nazwę Beszewe. Leży nad rzeką Kalmius, w 1970 liczyła 6900 mieszkańców. W pobliżu miasta znajduje się wielka elektrownia cieplna - Starobesziwska DRES.